# Телефонные разговоры
«Телефонные разговоры» — сингл группы «Полюса», выпущенный в октябре 2011 года. Он состоит из четырёх треков, три из которых ранее не были изданы, и одного обновленного, который выходил на первом альбоме группы.

## Список композиций
Слова и музыка всех песен — Илья Разин.
| №  | Название               | Длительность |
| -- | ---------------------- | ------------ |
| 1. | «Телефонные разговоры» | 3:50         |
| 2. | «Из сказок и снов»     | 4:07         |
| 3. | «Дыши»                 | 3:23         |
| 4. | «4 минуты счастья»     | 4:37         |

## В записи принимали участие
- Илья Разин — вокал, гитара
- Павел Вовк — бас
- Игорь Беленко — барабаны